# نقد جديد

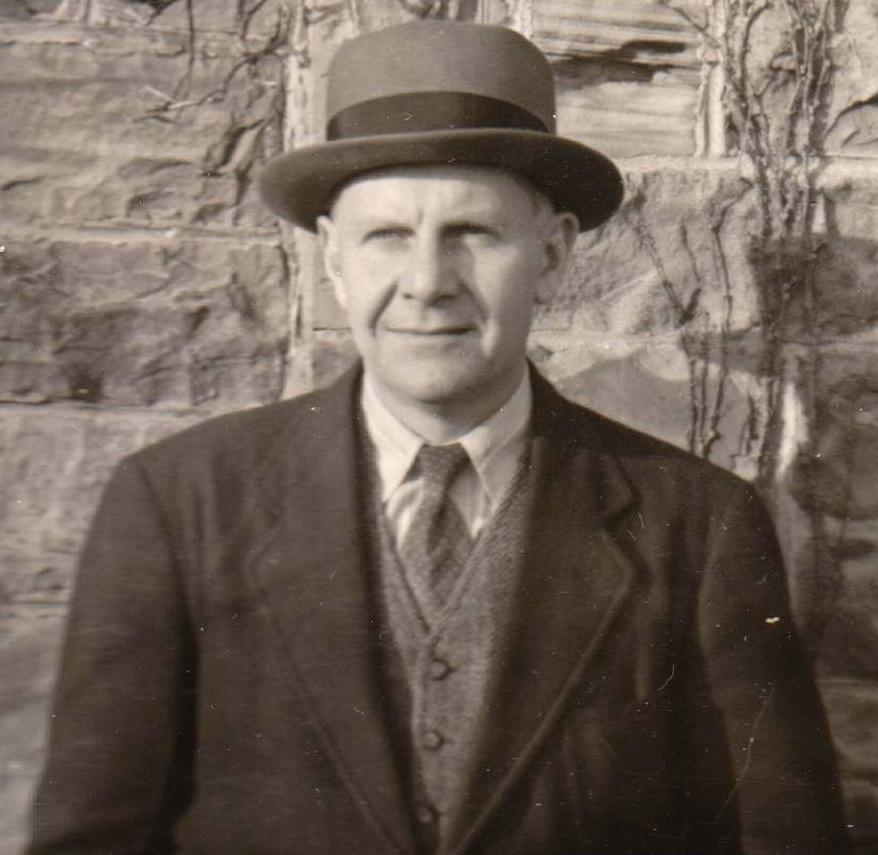

النقد الجديد (بالإنجليزية: New Criticism)‏ هو إحدى المدارس النقدية التي ظهرت في القرن العشرين وهدفها هو القراءة المتأنية للنص الأدبي، مع استبعاد كل من السياق التاريخي والنفسي والاجتماعى للنص، ولاسيما السيرة الذاتية للكاتب. يستخدم مصطلح النقد الحديث عادة للإشارة إلى نظرية النقد الأدبي التي بدأت بأعمال آي. آ. ريتشاردز وتي. إس. إليوت قبل الحرب في إنجلترا، واستأنفها رموز أدبية مثل جون كرو رانسوم، وكلينث بروكس، وآلين تيت في الولايات المتحدة إبان الأربعينيات وحتى أوائل الستينيات.

## مفهوم
النقد الأدبي الجديد هو نوع محدد من النقد الأدبي تطور بداية العشرينات وحتى الثلاثينات من القرن العشرين وقد تبلورت هذه المدرسة النقدية بشكل أكثر وضوحا إثر صدور كتاب جون كرو رانسومز عام 1941. المدرسة النقدية الجديدة تتعامل مع العمل الأدبي على أساس محتواة فقط دون النظر إلى ردود أفعال القراء أو أهداف ونوايا المؤلف أو الروابط والمناسبات التاريخية والثقافية التي كتب فيها النص.كذلك تؤكد هذه المدرسة على القراءة عن كثب للنص وعدم فصل المبنى والمعنى للنص عن بعضهما البعض وتقدر بشكل استخدام الضوابط الأدبية للنص وهي تسمى أحيانا النهج الموضوعي للأدب .